# Felipe Carrillo Puerto

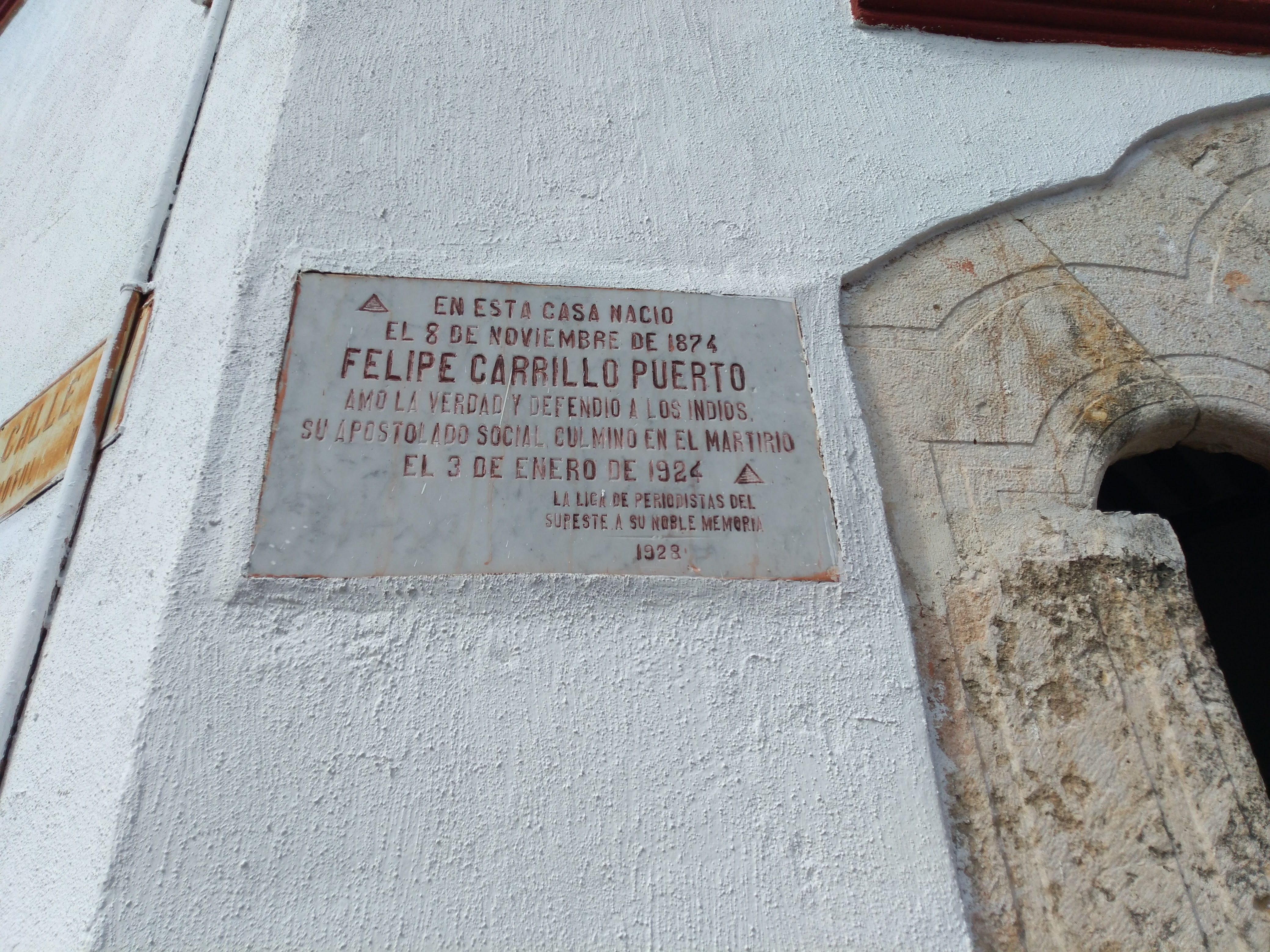
Placa en la casa donde nació Felipe Carrillo Puerto, actualmente museo-biblioteca.

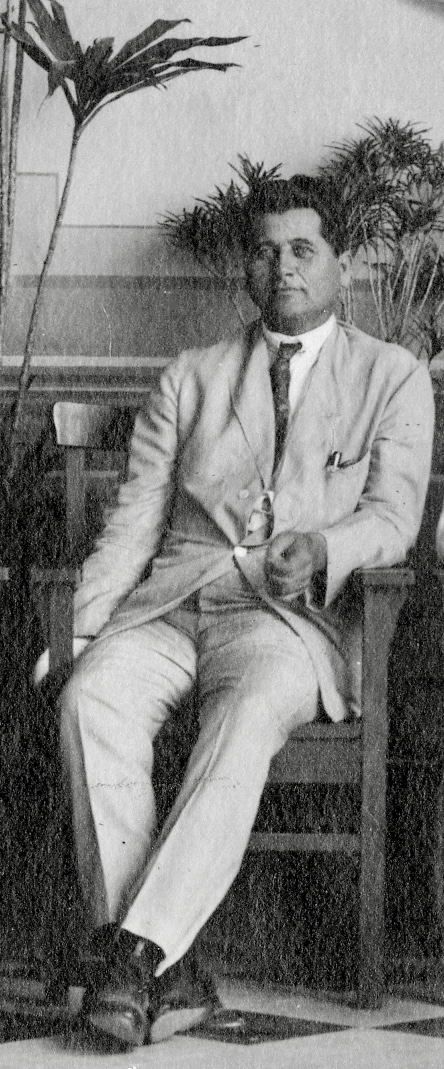
Gobernador Felipe Carrillo sentado, Yucatán, México 1923.

Felipe Santiago Carrillo Puerto (Motul, Yucatán, México, 8 de noviembre de 1874-Mérida, 3 de enero de 1924) fue un político, periodista y caudillo socialista mexicano que se desempeñó como gobernador de Yucatán entre el 1 de agosto de 1922 hasta su asesinato el 3 de enero de 1924.
Es conocido por las obras de tipo social y educativas que llevó a cabo durante su gobierno revolucionario, además del compromiso que sostuvo con el bienestar de los mayas y por su enfrentamiento con los hacendados del estado durante la etapa revolucionaria.
En 1923, siendo gobernador de Yucatán, fue derrocado por los rebeldes delahuertistas que intentaban hacerse con el control del país, y que llegaron a dominar Yucatán, para impedir que el presidente Álvaro Obregón impusiera a Plutarco Elías Calles como su sucesor en la presidencia de la república, como finalmente ocurrió. Tras su derrocamento y captura, fue fusilado el 3 de enero de 1924 en el cementerio general de Mérida, junto con 11 personas, entre ellas 3 de sus hermanos.
Poco antes de morir, su vida personal cobró un matiz romántico, según algunos de sus biógrafos, al vincularse sentimentalmente con la periodista estadounidense Alma Reed, que a la sazón era corresponsal del New York Times en Yucatán. Este vínculo se hizo más conspicuo por efecto de la canción Peregrina que el líder yucateco encargó al poeta Luis Rosado Vega y al compositor Ricardo Palmerín, quienes se inspiraron en la periodista estadounidense para producir la famosa melodía.
En 1927, el «Apóstol rojo de los mayas», como le llamaron algunos, fue declarado benemérito de Yucatán por el Congreso del Estado de Yucatán.

## Primeros años

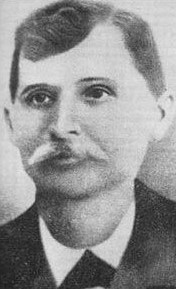
Justiniano Carrillo Pasos

Fue el segundo de 14 hijos del matrimonio formado por el comerciante Justiniano Carrillo Pasos y su esposa Adela Puerto Palma. Natural de Sotuta, don Justiniano procedía de una de las familias que emigraron al norte de la península con motivo de la «Guerra de Castas». Se cree que era descendiente del jalach wíinik maya Nachi Cocom. Don Justiniano se trasladó, junto con su familia, inicialmente a Baca y posteriormente a la ciudad de Motul, donde administró una tienda de abarrotes.
Al concluir la primaria, Felipe trabajó en la tienda de su padre. Más tarde fue repartidor de ganado vacuno y conductor de trenes en el Ferrocarril del Oriente, que llegaba solamente a la hacienda «Cauca», lo cual le obligaba a permanecer durante las noches en Mérida. Fue ahí, en Mérida, donde conoció a Isabel Palma Puerto, con quien contrajo matrimonio luego de un breve noviazgo. Estableció su hogar en Motul, y tuvo cuatro hijos: Dora, Gelitzli, Alba y Felipe. Al renunciar a su trabajo en el ferrocarril, adquirió tres carros de mulas para dedicarse al comercio y transporte de mercancías entre Motul y Valladolid, lo que le permitió conocer la situación social del estado.[cita requerida]
Aún no cumplía la mayoría de edad cuando fue encarcelado por exhortar al pueblo maya a derribar una cerca, construida en Dzununcán por los hacendados para impedir el paso de los indígenas, aunque fue liberado prontamente. Desde pequeño aprendió la lengua maya yucateca, y la relación que tuvo con los indígenas de Yucatán durante su vida le hizo que se le considerara un aliado de ellos.
Más adelante,  fundó El Heraldo de Motul, un periódico bisemanal. Este despertó inusitado interés entre los habitantes de la región por la crítica que hizo en sus columnas a las autoridades locales y algunos personajes del lugar. Su trabajo en el periódico le permitió relacionarse con el licenciado Delio Moreno Cantón, director entonces de la Revista de Mérida y posteriormente candidato independiente al gobierno del estado en 1907, recibiendo el cargo de corresponsal de dicho diario. Durante esa campaña electoral participó por primera vez en la política apoyando a Moreno Cantón.[cita requerida]
En la elección de 1909 para gobernador de Yucatán, Carrillo Puerto apoyó la candidatura de Delio Moreno Cantón para la gubernatura de Yucatán por segunda ocasión, en contra del miembro del Partido Nacional Antirreeleccionista, José María Pino Suárez, y del porfirista Enrique Muñoz Aristegui, quien resultó triunfador. Trabajaba entonces Carrillo Puerto como periodista en la Revista de Mérida, de Carlos R. Menéndez, de quien fue amigo y colaborador, aunque después se distanciaron. En esa ocasión, Carrillo Puerto protagonizó un lamentable hecho de sangre que lo llevó a sufrir una prolongada condena por haber dado muerte en defensa propia a Néstor Arjonilla, quien, según los rumores que circularon en Motul, había sido contratado para asesinarlo.[cita requerida]
Después de cumplir su condena, abandonó el estado y se trasladó a Morelos, atraído por la labor agraria que realizaba en esa entidad Emiliano Zapata.

## Revolución mexicana

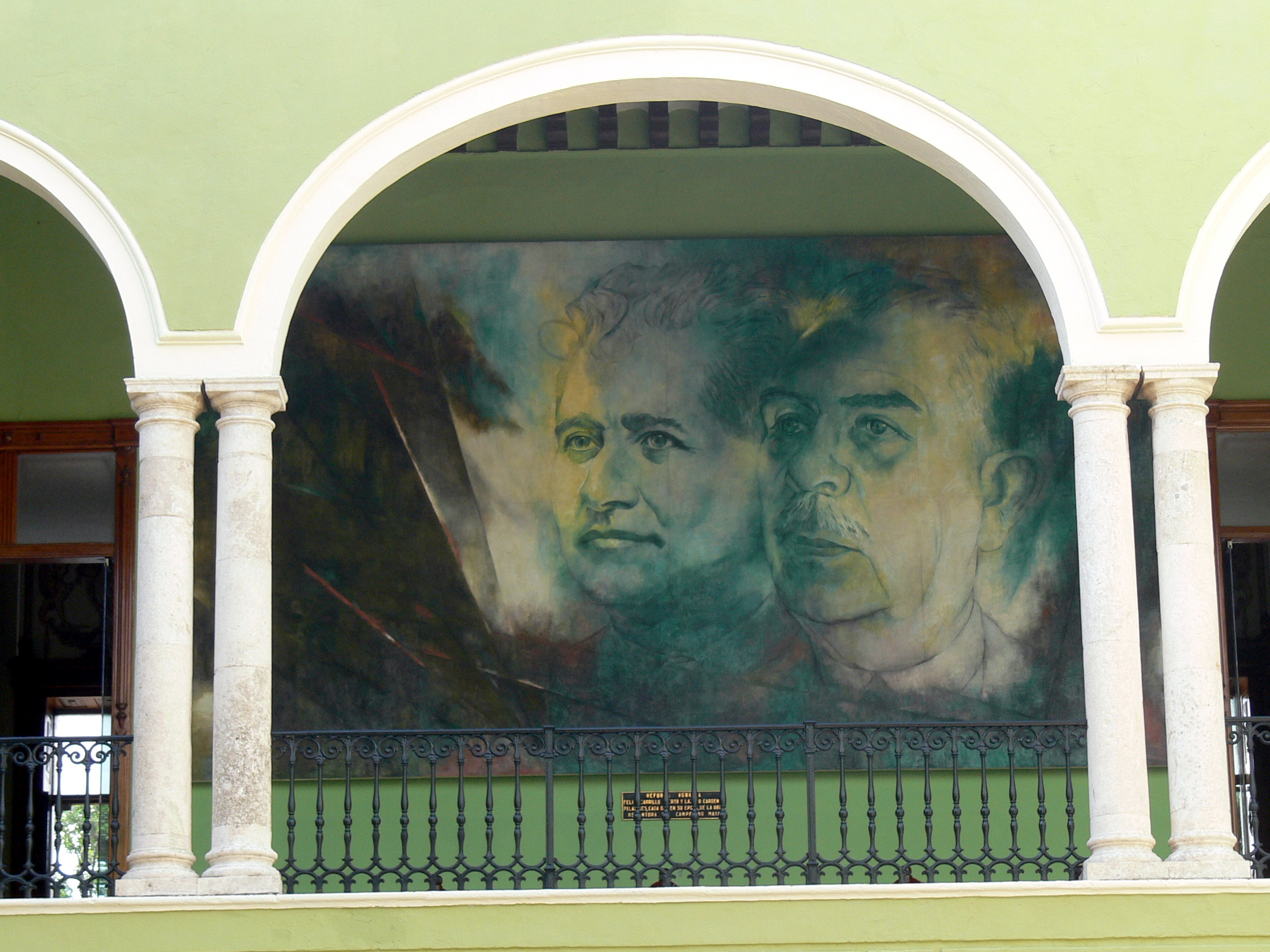
Felipe Carrillo Puerto y Lázaro Cárdenas del Río. Mural en el Palacio de Gobierno de Yucatán pintado por Fernando Castro Pacheco.

Al triunfar la insurrección encabezada por Francisco I. Madero, por la que se firmaron los Tratados de Ciudad Juárez, y tras la renuncia de Porfirio Díaz a la presidencia de la república, volvieron a efectuarse elecciones estatales en Yucatán. En este nuevo proceso Carrillo Puerto volvió a apoyar a Delio Moreno Cantón, quien participó en contra de José María Pino Suárez. Durante la campaña, hubo un enfrentamiento armado en el cual Felipe Carrillo mató en la refriega a uno de los miembros del bando contrario que aparecieron como los agresores. Por esta muerte fue encarcelado.
Traducía en sus arengas la constitución al idioma maya. Aunque no existe un texto publicado de tal traducción, él mismo relata desde la tribuna del Congreso de la Unión, en 1920, cómo realizaba estas traducciones de la constitución al pueblo campesino con el propósito de dar a conocer a los indígenas sus derechos. Del mismo modo, validan esta acción traductora y aleccionadora, diversos investigadores de la vida del prócer. Tal es el caso de Manuel Sarkisyanz en su obra: Actuación y muerte del apóstol rojo de los mayas (referenciada).
Al ser liberado en 1913, tras el levantamiento de Venustiano Carranza, Carrillo Puerto trabajó en la Revista de Yucatán de Carlos R. Menéndez. Este periódico fue clausurado por el gobernador constitucionalista Eleuterio Ávila. Entonces, tanto el director del periódico como Carrillo Puerto fueron perseguidos y terminaron exiliándose en Nueva Orleáns, donde este trabajó como estibador un tiempo.
En 1914 regresó a México y se unió a los zapatistas en el estado de Morelos. Con el propósito de hacer cumplir con lo postulado en los artículos 6 y 7 del Plan de Ayala, se integró a la tercera Comisión Agraria del Distrito de Cuautla, la cual tenía el propósito de deslindar y repartir tierras entre los campesinos.[cita requerida]
Al llegar el general Salvador Alvarado en 1915 a Yucatán, Carrillo Puerto regresó a su estado y colaboró en la Comisión Agraria, creada por Alvarado, para lograr el reparto de tierras. Para entonces su ideología política ya se había radicalizado hacia el socialismo. Así, promovió el inicio de la sindicalización obrera en el estado de Yucatán y la difusión, en lengua maya, de los derechos de los ciudadanos. Del mismo modo se organiza el Partido Socialista Obrero que después se convertiría en el Partido Socialista del Sureste y se crean las denominadas Ligas de Resistencia en el estado que serían instrumental para el acceso de dicho partido al gobierno de Yucatán.
Al entrar en vigor la Constitución mexicana de 1917 Alvarado tuvo la intención de sucederse a sí mismo en la gubernatura. Con este propósito anuncia su voluntad de participar como civil en las elecciones de noviembre de 1917. Poco después, es declarado oficialmente residente de Yucatán y solicitó una licencia como comandante militar de la región. No obstante, siendo sinaloense y no habiéndose domiciliado en el estado durante un mínimo de cinco años seguidos, de acuerdo con la constitución local, y con la renuencia de Carranza a apoyarlo en este intento, quedó inhabilitado para el cargo de gobernador.
A finales de 1917 Salvador Alvarado es nombrado por Carranza jefe de las operaciones militares en el suroriente de México para supervisar las operaciones de las tropas carrancistas en Chiapas, Tabasco y el istmo de Tehuantepec, distanciándolo efectivamente de la política del Yucatán. Sin embargo antes de dejar el estado Alvarado promovió la presidencia de Felipe Carrillo en el Partido Socialista Obrero de Yucatán, y también el triunfo de la candidatura a gobernador de Carlos Castro Morales, líder ferrocarrilero, en las elecciones estatales de noviembre de 1917. Castro Morales ganó tales elecciones y fue así el primer gobernador socialista de Yucatán.
Fue electo diputado federal en 1920, para la XXIX Legislatura del Congreso Federal, en donde se enfrenta con otros diputados como Miguel Alonzo Romero —quien habría de contender con Carrillo Puerto por la gubernatura del estado de Yucatán un año después— y que desde otra postura ideológica pugnaban por mantener el poder político que estaba ya orientándose en favor de las fuerzas socialistas del estado. Desde la tribuna federal él mismo relata cómo había tenido que traducir (el dice textualmente «traficar») la constitución federal a los trabajadores mayas para que estos pudieran entender sus derechos y defender su libertad ante el régimen esclavizante que los había venido agobiando por tanto tiempo.
Al triunfar el Plan de Agua Prieta llevado a cabo por los rebeldes obregonistas para derrocar a Carranza en 1920, Carrillo, que fue fiel al obregonismo, hace un llamado al Partido Socialista Obrero de Yucatán a reorganizarse y a cambiar de nombre a Partido Socialista del Sureste. Con esta redefinición los socialistas yucatecos culminan su carrera ascendente con la elección de Felipe Carrillo Puerto como gobernador de Yucatán, en noviembre de 1921.

## Gobernador de Yucatán

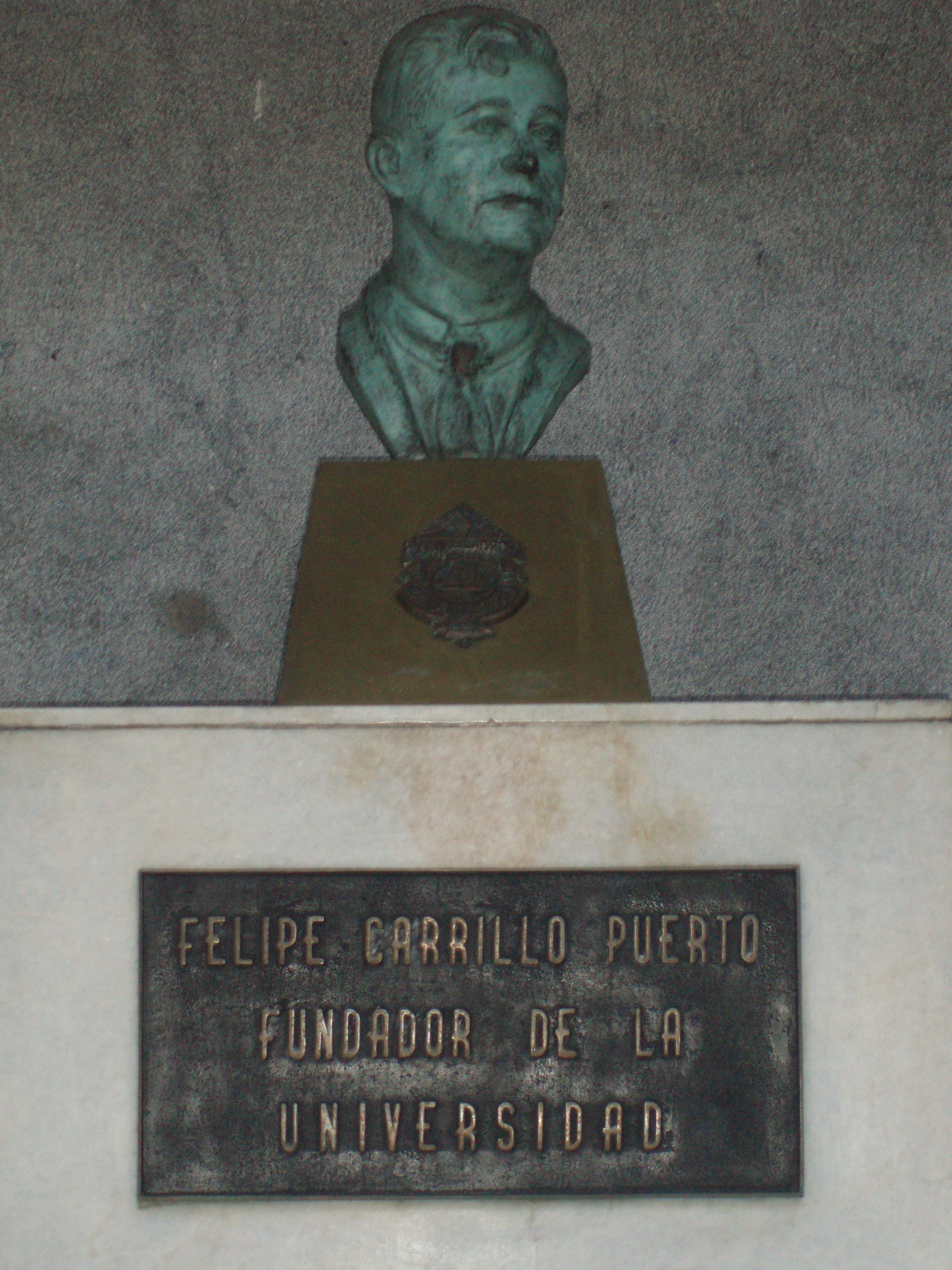
Busto de Felipe Carrillo Puerto a la entrada del Auditorio Felipe Carrillo Puerto en el edificio central de la UADY.

En las elecciones del 6 de noviembre de 1921, el Partido Socialista presentó la candidatura de Felipe Carrillo Puerto, quien ganó ampliamente las elecciones con las siguientes cifras:
| Candidato              | Partido                            | Votos         | Resultado |
| Felipe Carrillo Puerto | Partido Socialista del Sureste     | 62801 (94.9%) | Electo    |
| Bernardino Mena Brito  | Partido Liberal Yucateco           | 2888 (4.35%)  | -         |
| Ricardo Molina Hübbe   | Partido Democrático                | 431 (0.65%)   | -         |
| Miguel Alonzo Romero   | Partido Liberal Constitucionalista | 12 (0.018%)   | -         |

El primero de febrero de 1922 Felipe Carrillo Puerto rinde protesta de ley y su primer discurso como gobernador lo realiza en lengua maya. En él promete cumplir y hacer cumplir la Constitución Federal, la local y las resoluciones adoptadas en los Congresos Obreros de Motul e Izamal. Este hecho tuvo impacto a nivel nacional e internacional, como lo demuestra la presencia en ese acto del emisario soviético David Dubrowski, enviado de Lenin, quién participó en el Congreso de los socialistas.
Durante su gobierno se repartieron 664 mil 835 hectáreas, con las que se beneficiaron más de 30 mil familias. Impulsó la construcción de caminos para unir a la población y facilitar el acceso a los centros arqueológicos, cuya restauración inició durante su administración. Fundó la Comisión Local Agraria. Socializó la producción de los ejidos.
Fijó el salario mínimo en la ciudad de Mérida. Promulgó leyes de Previsión Social, del Trabajo, del Inquilinato, del Divorcio, de Expropiación por causa de utilidad pública y de Revocación del mando público de los funcionarios de elección popular. Estableció los bautizos socialistas y las bodas comunitarias, así como la promoción del control natal. Creó cooperativas de producción y consumo; inició programas de socialización de la riqueza pública. Declaró de interés público la industria henequenera, reduciendo la producción de fibra e impulsó la Liga de Medianos y Pequeños Productores de Henequén, lo que representó un enfrentamiento directo con los hacendados henequeneros.
En materia educativa, destacó por la implantación en el estado de Yucatán de la llamada educación racionalista. Fundó también la Universidad Nacional del Sureste hoy conocida como la Universidad Autónoma de Yucatán, la Escuela Vocacional de Artes y Oficios, así como la Academia de la Lengua Maya. En el primer año de su gobierno se abrieron 417 escuelas públicas. 
A principios de 1922, su hermana Elvia envió al congreso local un Memorial firmado por cientos de mujeres –inclusive de la capital del país– sustentando el derecho al sufragio femenino. Pero los diputados –socialistas que en los congresos del partido habían jurado dar el voto a las mujeres– resolvieron congelar la iniciativa «por no estar suficientemente ilustrados en el asunto». Elvia decidió acudir entonces a su hermano Felipe, Presidente del Partido Socialista del Sureste y gobernador del Estado. Luego de numerosas visitas, este le solicitó una «terna» para elegir a una mujer como regidora del Ayuntamiento de Mérida que funcionaría entre 1922 y 1924. Es decir, resolvió en el sentido de que las mujeres votaran y fueran votadas sin ningún soporte legal. Rosa Torre G., maestra, fue elegida regidora el 7 de noviembre de 1922, convirtiéndose en la primera mujer mexicana en acceder a un cargo de elección popular. Un año después, en las elecciones para la Legislatura local, fueron elegidas Elvia, Beatriz Peniche Barrera y Raquel Dzib Cicero.
A la pregunta de por qué no enmendó Felipe la constitución política del estado, como lo estaban haciendo otros gobernadores (como Rafael Nieto Compeán, en San Luis Potosí), por qué dejó ese vacío legal, la historiadora Piedad Peniche Rivero opina que el dilema de don Felipe era traicionar a su hermana o arriesgar su capital político, sobre todo el nacional. Ya que los constituyentes de 1917, en Querétaro, no habían querido otorgar el voto a las mujeres por el supuesto clericalismo femenino.
Siendo gobernador, reunió a las maestras más distinguidas de ideas liberales para encargarles una activa misión social: aclarar hasta la saciedad que el matrimonio es un contrato social disoluble y que el hombre y la mujer son iguales ante Dios, la Ley y la cultura.
Todas estas acciones revolucionarias, si bien lo habían acercado a las masas campesinas y de los desposeídos de Yucatán, habían distanciado a Carrillo Puerto de los grupos oligárquicos que seguían detentando no sólo la economía de Yucatán, sino que se disponían a defender sus intereses de clase, apoyados por los militares que controlaban al ejército.
En 1923 apoyó la candidatura presidencial de Plutarco Elías Calles postulado por Álvaro Obregón para su sucesión. En ese proceso se gesta la rebelión de Adolfo de la Huerta que buscaba impedir la imposición de Calles y promover su propia postulación a la presidencia de la república. En Yucatán, a pesar del apoyo del gobernador Carrillo Puerto, se alinean las fuerzas militares encabezadas por Juan Ricárdez Broca en favor de De la Huerta, en combinación con algunos otros militares que actuaban en Campeche y contando también con el apoyo económico de algunos hacendados yucatecos que habían integrado la llamada casta divina, decidieron derrocar al gobierno de Felipe Carrillo Puerto, quien no ponderó la correlación de fuerzas militares que se daba en el momento en Yucatán.

## Golpe delahuertista

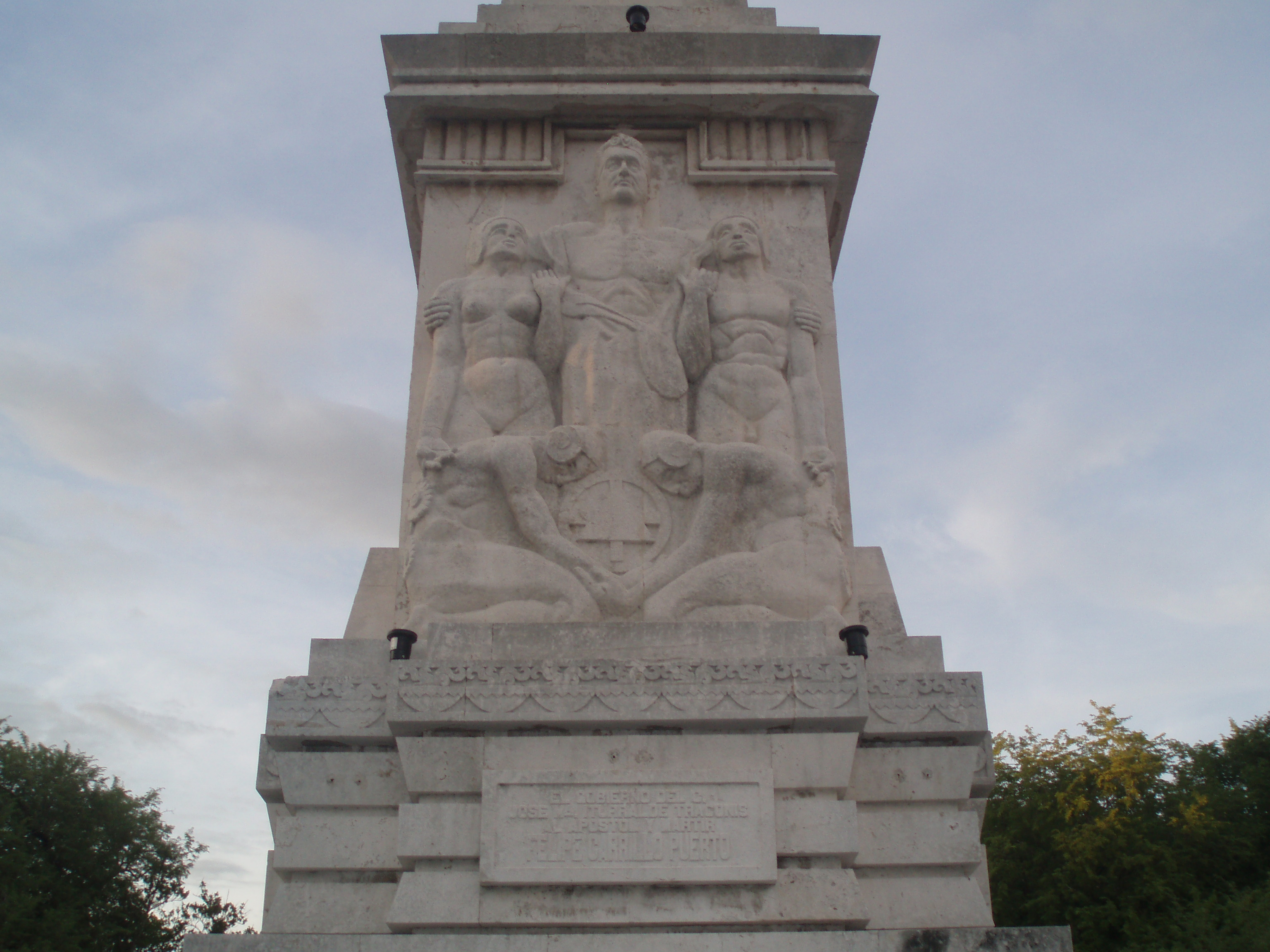
Monumento a Carrillo Puerto construido durante el gobierno de José María Iturralde Traconis, en Paseo de Montejo. Iturralde fue el gobernador que siguió en el poder a los delahuertistas. Se lee la leyenda: Al Apóstol y Mártir Felipe Carrillo Puerto.

El inicio del movimiento delahuertista en contra del presidente Álvaro Obregón y del general Plutarco Elías Calles se conoció en Yucatán el 8 de diciembre de 1923.
Inmediatamente los militares declararon su intención de apoyar la insurrección a la que se unieron rápidamente en Chihuahua, Michoacán, Jalisco, Oaxaca, Puebla, Tabasco e Hidalgo. Sin embargo, Carrillo Puerto se negó rotundamente a apoyar a los rebeldes y ratificó el respaldo del Partido Socialista a la candidatura presidencial de Calles.
Con el fin de prepararse para combatir la insurrección, Carrillo Puerto se puso en contacto con el coronel Rafael Durazo, jefe de las Armas en Campeche. Pero el 12 de diciembre de 1923 supieron que la guarnición de Campeche al mando del teniente coronel José María Vallejos, había desconocido la autoridad del Coronel Durazo, uniéndose a los delahuertistas.
Carrillo Puerto decidió enviar refuerzos a Durazo inmediatamente, y mandó un fuerte contingente militar desde Mérida con rumbo a Campeche, al mando del Coronel Robinson, Jefe de la Guarnición de Mérida, al cual el propio Carrillo Puerto salió a despedir con un numeroso grupo de sus partidarios y colaboradores. Sin embargo, cuando el tren se encontraba entre Chocholá y Maxcanú, algunos oficiales que secretamente conspiraban a favor de los delahuertistas, se insubordinaron contra Robinson, lo hicieron prisionero y ordenaron la vuelta del tren a Mérida.
Estando la ciudad de Mérida desprotegida y ante el inesperado suceso, Carrillo Puerto, después de tener un cambio de impresiones con sus partidarios, se dirigió por tren a Motul. Durante el trayecto, en los pueblos intermedios y en la estación del ferrocarril en Motul, fue aclamado por varios miles de personas que desde luego no tenían armas. En Motul se encontraban campesinos que provenían también de Muxupip, Ucú, Baca, Suma, Tixcocob, Izamal y comunidades aledañas, dispuestos a seguirlo para luchar en contra de los rebeldes, pero no estaban ni organizados, ni armados para ello. Fue entonces que tuvo noticias de que ya se encontraba en camino hacia Motul un tren con tropas insurrectas con la misión de aprehenderlo.

## Fusilamiento

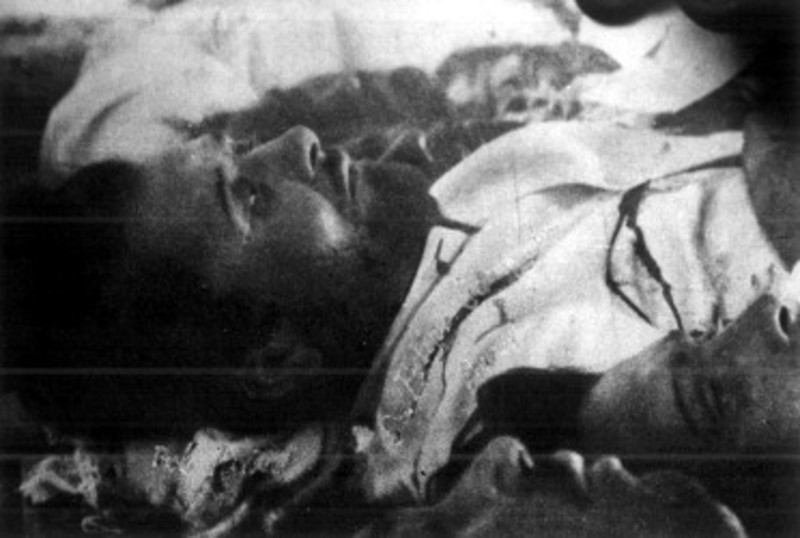
Cadáver de Felipe Carrillo Puerto luego de ser fusilado por órdenes de Ricárdez Broca.

Sin armas con que luchar y con el propósito de evitar una masacre entre sus seguidores desarmados, Carrillo Puerto emprendió la retirada hacia El Cuyo, donde esperaba recibir armas enviadas por su representante en Nueva York, Manuel Cirerol Sansores. Sin embargo, al llegar a ese punto, no habiendo llegado las armas, Carrillo Puerto cambió de planes y tomó apresuradamente un barco alquilado por su ayudante Eligio Rosado. Al estar ya en alta mar, el barco empezó a hacer agua lo que los hizo regresar a la costa, siendo todos capturados el 17 de diciembre de 1923 en Holbox.
Carrillo Puerto y trece acompañantes, entre ellos tres de sus hermanos –Wilfrido, Edesio y Benjamín–, fueron llevados a Tizimín y luego a la penitenciaría Juárez de la ciudad de Mérida, para ser juzgados sumariamente por un tribunal militar y ejecutados en el Panteón Civil de Mérida en la madrugada del 3 de enero de 1924. Supuestamente, sus últimas palabras fueron: No abandonéis a mis indios.